# Ir. H.J.W. Snijders-ecoduct
Het ir. H.J.W. Snijders-ecoduct is een ecopassage over de Nederlandse autosnelweg A1 ter hoogte van Oldenzaal.
De A1 doorsnijdt ter plaatse het Natura 2000-gebied Landgoederen Oldenzaal met zuidelijk het natuurgebied Boerskotten en noordelijk de Tankenberg. De autoweg werd gebouwd omstreeks 1992 en is hier deels verdiept aangelegd. De wildwissel wordt door zowel groot als klein wild gebruikt.
Bij de opening in 1992 was dit na de ecopassages Wildwissel Woeste Hoeve en Wildwissel Terlet het derde ecoduct van Nederland.
Ter bescherming van kleine amfibieën waaronder de kamsalamander die in het gebied voorkomt, kreeg het ecoduct in de Boerskotten in 2020 een speciale aanpassing om ook deze dieren veilig te laten oversteken. De aanpassing bestaat uit gladde ingegraven matten onder aan de al bestaande rasters ter weerszijden van de wildwissel.

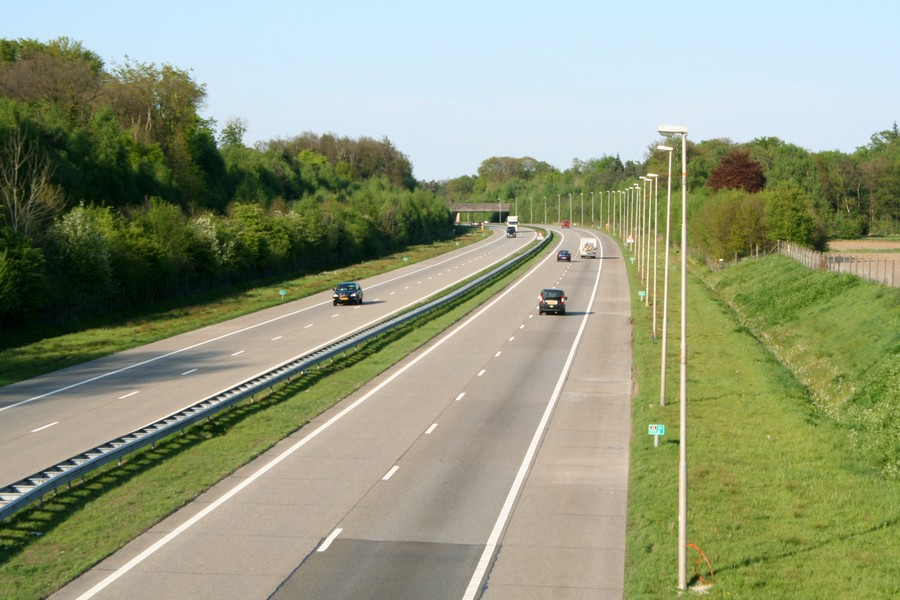
Het ecoduct over de A1 tussen Oldenzaal en De Lutte in 2008